# Paul Hoffman
Pour les articles homonymes, voir Hoffman et Paul Hoffmann.
Paul Hoffman, né le 9 novembre 1953, est un romancier et essayiste anglais. 

## Biographie
Il a étudié l'anglais au New College (Oxford). Avant de devenir écrivain à plein temps, Paul Hoffman fut censeur de l'industrie cinématographique pour le compte du British Board of Film Classification. Il a tiré de cette expérience un essai, The Golden Age of Censorship (L'âge d'or de la censure), publié en 2007. 
Il est publié pour la première fois en 2000, avec son roman The Wisdom of Crocodiles, dont l'écriture prit parait-il 13 ans. Une adaptation cinématographique d'une partie de ce premier roman est réalisé en 2000, sous le même titre. Ce film, La Sagesse des crocodiles, réalisé par Po-Chih Leong et mettant en scène dans le rôle principal Jude Law, sortira directement en vidéo aux États-Unis sous le titre Immortality.